# Brains (Loira Atlántico)
 Brains  (en galó Bren) es una población y comuna francesa, situada en la región de Países del Loira, departamento de Loira Atlántico, en el distrito de Nantes y cantón de Bouaye.

## Demografía
| 999 | 1021 | 1174 | 1578 | 1889 | 2172 |
| Para los censos de 1962 a 1999 la población legal corresponde a la población sin duplicidades (Fuente: INSEE [Consultar]) |      |      |      |      |      |